# Andreas Holm

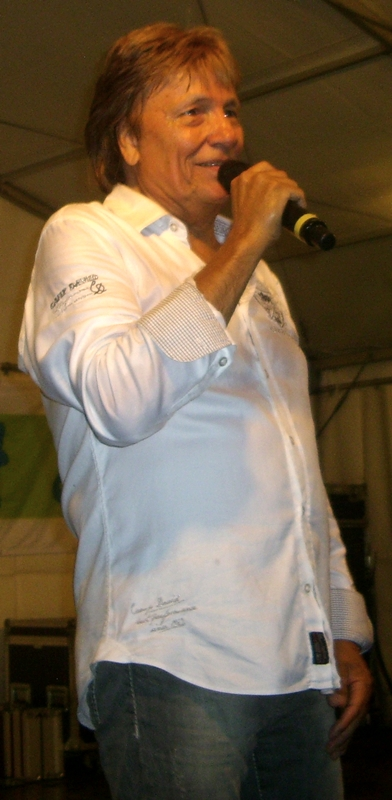
Andreas Holm, 2013

Andreas Holm (* 22. Oktober 1942 in Berlin als Hans-Joachim Hirschler) ist ein deutscher Schlagersänger und Komponist.

## Leben
Holm sang mit 13 Jahren im Knabenchor der Deutschen Staatsoper in Berlin. Er war Jugendmeister im Judo, erlernte den Friseurberuf und absolvierte die Meisterprüfung. Holm war Solist bei verschiedenen Amateurcombos, aber auch bei der Band Manfred-Lindenberg-Sextett. Nach einer Mikrofonprobe beim Berliner Rundfunk hatte er 1965 seine ersten Rundfunkproduktionen mit Das ist der Bikini-Shake (Ralf Petersen/Dieter Schneider) und Mein Herz ist ein Kompass der Liebe (Georg Möckel/Will Horn). 1967 errang er gemeinsam mit Erika Janikowa den zweiten Platz im Schlagerwettbewerb der DDR mit Damit es keine Tränen gibt (Ralf Petersen/Fred Gertz). Ab Mitte der 1960er Jahre arbeitete er mit dem Fontana-Quintett unter der Leitung von Dieter Janik zusammen.
Weitere Erfolgstitel von Andreas Holm waren u. a. Es wird dir leid tun, sagst du bye, bye; Bin schon vergeben; Ein kleines Bild von dir; Siebenmal Morgenrot, siebenmal Abendrot; Fahr mit mir in das Glück hinein; Über diese Brücke geh ich nur mit dir; Varadero  und Mädchen, du mein Traum. Insgesamt erschienen fünf Amiga-Langspielplatten und 31 Amiga-Singles. Hinzu kam eine große Zahl von Rundfunk- und Fernsehproduktionen.
Ab 1997 trat er gemeinsam mit Thomas Lück, den er aus der gemeinsamen Zeit beim Manfred-Lindenberg-Sextett kannte, auf. Beide sangen zusammen bei Veranstaltungen und produzierten CDs. Viele der Titel stammen aus der Feder von Andreas Holm. Anfang Februar 2019 zog sich Lück aus gesundheitlichen Gründen von der Showbühne zurück; er starb im Oktober 2019. Seitdem ist Holm wieder als Solist unterwegs.
Holm lebt in Oranienburg bei Berlin, ist verheiratet und hat einen Sohn.